# Picos Españoles
Los Picos Españoles (en inglés Spanish Peaks) son un par de montañas volcánicas que están ubicadas al suroeste del condado de Huérfano y el condado de Las Ánimas en el estado de Colorado, en Estados Unidos. Está formado por dos picos: pico Español Occidental (en inglés West Spanish Peak) que mide 4153 m, y el pico Español Oriental (en inglés East Spanish Peak) que mide 3865 m; son los puntos más orientales de la cordillera no volcánica de sierra de la Culebra en la sierra de la Sangre de Cristo.
Compuestas por intrusiones masivas de roca ígnea en el período Terciario, los Picos Españoles fueron designados Hito Histórico Nacional en 1976 como uno de los mejores ejemplos de diques ígneos.
Eran uno de los principales hitos del Camino de Santa Fe. Las montañas pueden verse tan al norte como en Colorado Springs y tan al oeste como en Alamosa. Se dirige al sur hacia Ratón y hacia el este a Trinidad.